# Groupe d'espace
Le groupe d'espace d'un cristal est constitué de l'ensemble des symétries d'une structure cristalline, c'est-à-dire l'ensemble des isométries affines laissant la structure invariante. Il s'agit d'un groupe au sens mathématique du terme.
Tout groupe d'espace résulte de la combinaison d'un réseau de Bravais et d'un groupe ponctuel de symétrie : toute symétrie de la structure résulte du produit d'une translation du réseau et d'une transformation du groupe ponctuel.
La notation de Hermann-Mauguin est utilisée pour représenter un groupe d'espace.
L'Union internationale de cristallographie publie des Tables internationales de cristallographie ; dans le volume A chaque groupe d'espace et ses opérations de symétrie sont représentés graphiquement et mathématiquement.

## Principe de détermination des groupes d'espace
L'ensemble des groupes d'espace résulte de la combinaison d'une unité de base (ou motif) avec des opérations ponctuelles de symétrie (réflexion, rotation et inversion), auxquelles s'ajoutent des opérations de translation, translation dans le plan ou combinée à une réflexion ou une rotation.
Cependant le nombre de groupes distincts est inférieur à celui des combinaisons, certaines étant isomorphes, c'est-à-dire conduisant au même groupe d'espace. Ce résultat peut être démontré mathématiquement par la théorie des groupes.
Les opérations de translation comprennent :
- la translation selon les vecteurs de base du réseau, qui fait passer d'une maille à la maille voisine ;
- les translations combinées aux réflexions et aux rotations :
  - rototranslations (élément de symétrie : axe hélicoïdal) : une rotation suivant un axe, combinée à une translation selon la direction de l'axe, et dont l'amplitude est une fraction des vecteurs de base. Ils sont notés par un nombre n décrivant le degré de rotation, où n est le nombre de fois où la rotation doit être appliquée pour obtenir l'identité (3 représente donc par exemple une rotation d'un tiers de tour, soit 2π/3). Le degré de translation est alors noté par un indice qui indique à quelle fraction du vecteur du réseau correspond la translation. De manière générale, l'axe hélicoïdal np représente une rotation de 2π/n suivie d'une translation de p/n du vecteur du réseau parallèle à l'axe. Par exemple, 21 représente une rotation d'un demi-tour suivie d'une translation d'un demi-vecteur du réseau.
  - réflexion glissée : une réflexion suivie d'une translation parallèle au plan. Les éléments de symétrie sont des miroirs translatoires indiqués par la lettre g suivie de la composante de translation entre parenthèses ; toutefois, les miroirs translatoires le plus fréquemment rencontrés dans une structure cristalline sont indiqués par une lettre comme dans le tableau suivant :

| Type de miroir | Glissement                                                       |
| -------------- | ---------------------------------------------------------------- |
| a              | a/2 (1/2 de la période le long de la direction a)                |
| b              | b/2 (1/2 de la période le long de la direction b)                |
| c              | c/2 (1/2 de la période le long de la direction c)                |
| n              | 1/2 de la période le long d’une direction diagonale              |
| d              | 1/4 de la période le long d’une direction diagonale              |
| e              | 1/2 de la période le long de deux directions perpendiculaires[1] |
Dans un groupe d’espace, différents éléments de symétrie de la même dimensionalité peuvent coexister en orientation parallèle. Par exemple, des axes 21 peuvent être parallèles à des axes 2 ; des miroirs de type m peuvent être parallèles à des miroirs de type a ; etc. Dans le symbole du groupe d’espace, le choix de l’élément représentatif suit un ordre de priorité, qui est le suivant :
- les axes sans glissement ont priorité sur les axes hélicoïdaux ;
- la priorité dans le choix du miroir représentatif est : m > e > a > b > c > n > d.

Toutefois, quelques exceptions existent. Par exemple, les groupes I222 et I212121 contiennent des axes 21 parallèles à des axes 2, mais dans le premier groupe les trois axes 2 ont intersection commune ainsi que les trois axes 21, tandis que dans le deuxième groupe ce n’est pas le cas. La règle de priorité ne s’applique pas ici, autrement les deux groupes auraient le même symbole.

### Détermination dans l'espace direct
La détermination du groupe d'espace d'un cristal dans l'espace direct s'effectue par l'observation des éléments de symétrie présents dans le cristal ; il est pour cela nécessaire d'observer le modèle atomique du cristal (ou sa projection orthogonale) le long de ses directions de symétrie. La visualisation directe de l'arrangement atomique d'un cristal inconnu n'étant pas possible, cette méthode de détermination du groupe d'espace est surtout utilisée dans l'enseignement.

### Détermination dans l'espace réciproque
Dans la pratique, le groupe d'espace d'un cristal inconnu est déterminé dans l'espace réciproque par la diffraction de rayons X, de neutrons ou d'électrons.
La connaissance des paramètres de maille et de la classe de Laue permet de trouver les groupes ponctuels de symétrie possibles du cristal, correspondant en général à plusieurs groupes d'espace possibles. L'examen des extinctions systématiques de réflexions dans la figure de diffraction donne les éléments de symétries à composante translatoire présents dans le cristal (axes hélicoïdaux, miroirs translatoires), ce qui conduit parfois à la détermination d'un seul groupe d'espace. Cependant, en général, plusieurs groupes d'espaces candidats sont trouvés. L'ambigüité est alors levée en déterminant la structure du cristal dans chacun des groupes d'espace. Si un groupe d'espace n'est pas adapté pour décrire la structure, cela se remarque de plusieurs façons :
- les polyèdres de coordination (longueurs et angles de liaison) des espèces chimiques peuvent être très différents de ce que l'on connaît à partir d'autres structures ;
- en conséquence, les calculs des forces de liaison donnent des résultats erronés ;
- les paramètres d'agitation thermique des atomes sont anormalement élevés ;
- les paramètres d'affinement du modèle sont fortement corrélés ;
- les facteurs d'accord de l'affinement de la structure sont élevés.

## Les 230 types de groupes d'espace
L'ensemble des 230 types de groupes d'espace en trois dimensions résulte de la combinaison des 32 types de groupes ponctuels de symétrie avec les 14 types de réseaux de Bravais.
Par isomorphisme, les combinaisons d'un type de réseau de Bravais et d'un type de groupe ponctuel de symétrie (32 × 14 = 448) se réduisent finalement à 230 types de groupes d'espace distincts.
| Classe | #       | Système triclinique               | Système triclinique | Système triclinique | Système triclinique | Système triclinique | Système triclinique | Système triclinique | Système triclinique |
| 1      | 1       | P1                                |                     |                     |                     |                     |                     |                     |                     |
| 1      | 2       | P1                                |                     |                     |                     |                     |                     |                     |                     |
|        |         | Système monoclinique              |                     |                     |                     |                     |                     |                     |                     |
| 2      | 3-5     | P2                                | P21                 | C2                  |                     |                     |                     |                     |                     |
| m      | 6-9     | Pm                                | Pc                  | Cm                  | Cc                  |                     |                     |                     |                     |
| 2/m    | 10-15   | P2/m                              | P21/m               | C2/m                | P2/c                | P21/c               | C2/c                |                     |                     |
|        |         | Système orthorhombique            |                     |                     |                     |                     |                     |                     |                     |
| 222    | 16-24   | P222                              | P2221               | P21212              | P212121             | C2221               | C222                | F222                | I222                |
| 222    | 16-24   | I212121                           |                     |                     |                     |                     |                     |                     |                     |
| mm2    | 25-46   | Pmm2                              | Pmc21               | Pcc2                | Pma2                | Pca21               | Pnc2                | Pmn21               | Pba2                |
| mm2    | 25-46   | Pna21                             | Pnn2                | Cmm2                | Cmc21               | Ccc2                | Amm2                | Aem2                | Ama2                |
| mm2    | 25-46   | Aea2                              | Fmm2                | Fdd2                | Imm2                | Iba2                | Ima2                |                     |                     |
| mmm    | 47-74   | Pmmm                              | Pnnn                | Pccm                | Pban                | Pmma                | Pnna                | Pmna                | Pcca                |
| mmm    | 47-74   | Pbam                              | Pccn                | Pbcm                | Pnnm                | Pmmn                | Pbcn                | Pbca                | Pnma                |
| mmm    | 47-74   | Cmcm                              | Cmce                | Cmmm                | Cccm                | Cmme                | Ccce                | Fmmm                | Fddd                |
| mmm    | 47-74   | Immm                              | Ibam                | Ibca                | Imma                |                     |                     |                     |                     |
|        |         | Système quadratique ou tétragonal |                     |                     |                     |                     |                     |                     |                     |
| 4      | 75-80   | P4                                | P41                 | P42                 | P43                 | I4                  | I41                 |                     |                     |
| 4      | 81-82   | P4                                | I4                  |                     |                     |                     |                     |                     |                     |
| 4/m    | 83-88   | P4/m                              | P42/m               | P4/n                | P42/n               | I4/m                | I41/a               |                     |                     |
| 422    | 89-98   | P422                              | P4212               | P4122               | P41212              | P4222               | P4212               | P4322               | P43212              |
| 422    | 89-98   | I422                              | I4122               |                     |                     |                     |                     |                     |                     |
| 4mm    | 99-110  | P4mm                              | P4bm                | P42cm               | P42nm               | P4cc                | P4nc                | P42mc               | P42bc               |
| 4mm    | 99-110  | I4mm                              | I4cm                | I41md               | I41cd               |                     |                     |                     |                     |
| 42m    | 111-122 | P42m                              | P42c                | P421m               | P421c               | P4m2                | P4c2                | P4b2                | P4n2                |
| 42m    | 111-122 | I4m2                              | I4c2                | I42m                | I42d                |                     |                     |                     |                     |
| 4/mmm  | 123-142 | P4/mmm                            | P4/mmc              | P4/nbm              | P4/nnc              | P4/mbm              | P4/nnc              | P4/nmm              | P4/ncc              |
| 4/mmm  | 123-142 | P42/mmc                           | P42/mcm             | P42/nbc             | P42/nnm             | P42/mbc             | P42/mnm             | P42/nmc             | P42/ncm             |
| 4/mmm  | 123-142 | I4/mmm                            | I4/mcm              | I41/amd             | I41/acd             |                     |                     |                     |                     |
|        |         | Système trigonal                  |                     |                     |                     |                     |                     |                     |                     |
| 3      | 143-146 | P3                                | P31                 | P32                 | R3                  |                     |                     |                     |                     |
| 3      | 147-148 | P3                                | R3                  |                     |                     |                     |                     |                     |                     |
| 32     | 149-155 | P312                              | P321                | P3112               | P3121               | P3212               | P3221               | R32                 |                     |
| 3m     | 156-161 | P3m1                              | P31m                | P3c1                | P31c                | R3m                 | R3c                 |                     |                     |
| 3m     | 162-167 | P31m                              | P31c                | P3m1                | P3c1                | R3m                 | R3c                 |                     |                     |
|        |         | Système hexagonal                 |                     |                     |                     |                     |                     |                     |                     |
| 6      | 168-173 | P6                                | P61                 | P65                 | P62                 | P64                 | P63                 |                     |                     |
| 6      | 174     | P6                                |                     |                     |                     |                     |                     |                     |                     |
| 6/m    | 175-176 | P6/m                              | P63/m               |                     |                     |                     |                     |                     |                     |
| 622    | 177-182 | P622                              | P6122               | P6522               | P6222               | P6422               | P6322               |                     |                     |
| 6mm    | 183-186 | P6mm                              | P6cc                | P63cm               | P63mc               |                     |                     |                     |                     |
| 6m2    | 187-190 | P6m2                              | P6c2                | P62m                | P62c                |                     |                     |                     |                     |
| 6/mmm  | 191-194 | P6/mmm                            | P6/mcc              | P63/mcm             | P63/mmc             |                     |                     |                     |                     |
|        |         | Système cubique                   |                     |                     |                     |                     |                     |                     |                     |
| 23     | 195-199 | P23                               | F23                 | I23                 | P213                | I213                |                     |                     |                     |
| m3     | 200-206 | Pm3                               | Pn3                 | Fm3                 | Fd3                 | I3                  | Pa3                 | Ia3                 |                     |
| 432    | 207-214 | P432                              | P4232               | F432                | F4132               | I432                | P4332               | P4132               | I4132               |
| 43m    | 215-220 | P43m                              | F43m                | I43m                | P43n                | F43c                | I43d                |                     |                     |
| m3m    | 221-230 | Pm3m                              | Pn3n                | Pm3n                | Pn3m                | Fm3m                | Fm3c                | Fd3m                | Fd3c                |
| m3m    | 221-230 | Im3m                              | Ia3d                |                     |                     |                     |                     |                     |                     |

## Groupes d'espace non conventionnels
Les groupes d'espace présentés dans le tableau ci-dessus sont les groupes d'espace conventionnels, qui servent à décrire la symétrie d'un cristal dans sa maille conventionnelle. Il peut cependant être utile d'utiliser un groupe d'espace non conventionnel, par exemple pour étudier des transitions de phase structurelles, les cas de polytypisme ou des séries de substitution.
Il existe deux manières d'obtenir un groupe d'espace non conventionnel :
- en choisissant une nouvelle maille de volume identique à la maille conventionnelle, par exemple en permutant les vecteurs de base de la maille ;
- en augmentant artificiellement la taille de la maille (maille multiple).

La description d'un cristal dans un groupe d'espace non conventionnel ne change pas la symétrie intrinsèque du cristal, il s'agit simplement d'une description alternative de la même structure.

### Mailles de volume identique

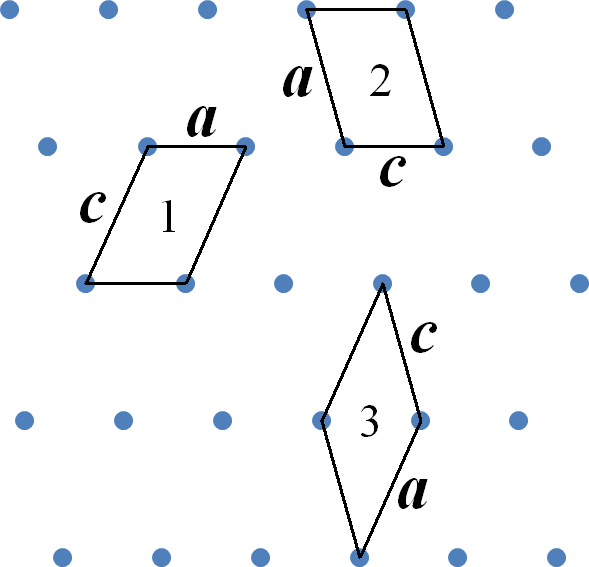
Choix de maille dans le système monoclinique.

Dans les systèmes cristallins monoclinique et orthorhombique, les directions {\displaystyle a}, {\displaystyle b} et {\displaystyle c} ne sont pas équivalentes par symétrie, c'est-à-dire qu'il n'existe pas d'opération de symétrie pouvant transformer une de ces directions en une des deux autres. L'appellation des vecteurs de base de la maille est généralement choisie de façon à obtenir un groupe d'espace conventionnel.
Dans les cas où les éléments de symétrie dans les directions {\displaystyle a}, {\displaystyle b} et {\displaystyle c} sont de natures différentes, une permutation des noms des vecteurs de base conduit à une maille de volume inchangé avec un groupe d'espace non conventionnel. D'autre part, dans le système monoclinique, l'angle β entre les vecteurs a et c n'étant pas fixé à 90°, le choix des vecteurs de base a' = -a-c, b' = b et c' = a conduit aussi à une maille monoclinique de volume égal à celui de la maille conventionnelle.
Le tableau suivant donne les groupes d'espace conventionnels et non conventionnels dans le système monoclinique. Les changements de signe éventuels des vecteurs de base sont nécessaires pour qu'ils forment un trièdre direct. Dans le cas monoclinique, on ne considère que les changements de base laissant l'axe {\displaystyle b} comme axe de symétrie. Les groupes d'espace qui restent identiques par changement de repère ne sont pas listés.
| #  | Maille conventionnelle   | Mailles non conventionnelles | Mailles non conventionnelles | Mailles non conventionnelles |
| -- | ------------------------ | ---------------------------- | ---------------------------- | ---------------------------- |
| 5  | C2 (vecteurs a, b, c)    | A2 (c, −b, a)                | A2 (-a-c, b, a)              | I2 (c, b, -a-c)              |
| 7  | Pc (vecteurs a, b, c)    | Pa (c, −b, a)                | Pn (-a-c, b, a)              | Pa (c, b, -a-c)              |
| 8  | Cm (vecteurs a, b, c)    | Am (c, −b, a)                | Am (-a-c, b, a)              | Im (c, b, -a-c)              |
| 9  | Cc (vecteurs a, b, c)    | Aa (c, −b, a)                | An (-a-c, b, a)              | Ia (c, b, -a-c)              |
| 12 | C2/m (vecteurs a, b, c)  | A2/m (c, −b, a)              | A2/m (-a-c, b, a)            | I2/m (c, b, -a-c)            |
| 13 | P2/c (vecteurs a, b, c)  | P2/a (c, −b, a)              | P2/n (-a-c, b, a)            | P2/a (c, b, -a-c)            |
| 14 | P21/c (vecteurs a, b, c) | P21/a (c, −b, a)             | P21/n (-a-c, b, a)           | P21/a (c, b, -a-c)           |
| 15 | C2/c (vecteurs a, b, c)  | A2/a (c, −b, a)              | A2/n (-a-c, b, a)            | I2/a (c, b, -a-c)            |

Dans le système orthorhombique, toutes les permutations des axes formant un trièdre direct laissent le volume de la maille inchangé. Les symboles de Hermann-Mauguin étant orientés, la notation du groupe d'espace peut changer en fonction de la permutation des axes :
- la place d'un axe de rotation ou hélicoïdal suit la direction à laquelle il est parallèle ;
- la place d'un miroir translatoire a, b ou c suit la direction à laquelle il est perpendiculaire, son nom dépend de la direction dans laquelle est effectuée la translation ;
- la nomenclature des réseaux de Bravais dépend de la position des directions qui définissent les faces centrées.

À titre d'exemple, le tableau suivant donne quelques groupes d'espace conventionnels et non conventionnels pour le système orthorhombique.
| #  | Maille conventionnelle   | Mailles non conventionnelles | Mailles non conventionnelles | Mailles non conventionnelles | Mailles non conventionnelles | Mailles non conventionnelles |
| -- | ------------------------ | ---------------------------- | ---------------------------- | ---------------------------- | ---------------------------- | ---------------------------- |
| 29 | Pca21 (vecteurs a, b, c) | Pb21a (a, c, -b)             | P21ca (c, b, -a)             | P21ab (c, a, b)              | Pbc21 (b, -a, c)             | Pc21b (b, c, a)              |
| 40 | Ama2 (vecteurs a, b, c)  | Am2a (a, c, -b)              | C2cm (c, b, -a)              | B2mb (c, a, b)               | Bbm2 (b, -a, c)              | Cc2m (b, c, a)               |
| 43 | Fdd2 (vecteurs a, b, c)  | Fd2d (a, c, -b)              | F2dd (c, b, -a)              | F2dd (c, a, b)               | Fdd2 (b, -a, c)              | Fd2d (b, c, a)               |
| 45 | Iba2 (vecteurs a, b, c)  | Ic2a (a, c, -b)              | I2cb (c, b, -a)              | I2cb (c, a, b)               | Iba2 (b, -a, c)              | Ic2a (b, c, a)               |
| 53 | Pmna (vecteurs a, b, c)  | Pman (a, c, -b)              | Pcnm (c, b, -a)              | Pbmn (c, a, b)               | Pnmb (b, -a, c)              | Pncm (b, c, a)               |